# Rue du Louvre
Pour les articles homonymes, voir Rue du Louvre (homonymie).
La rue du Louvre est une voie parisienne créée en 1853 et située dans les 1er et 2e arrondissements de Paris.

## Situation et accès
Large d'une vingtaine de mètres, elle s'étend sur environ 700 m ; elle commence au 154 de la rue de Rivoli et finit au 30, rue du Mail et au 67 de la rue Montmartre.
Elle a donné son nom initial à la station de métro, appelée depuis 1989 Louvre - Rivoli sur la ligne 1.

## Odonymie
Elle tire son nom de sa proximité avec le palais du Louvre.

## Histoire
La rue est percée dans le cadre des transformations de Paris sous le Second Empire. Le percement est prévu en deux temps :
- en 1853, sont déclarés d'utilité publique le dégagement du palais du Louvre et la création d'une rue entre le quai du Louvre et la rue Saint-Honoré[1] ;
- en 1860, le prolongement de la rue du Louvre jusqu'à la rue Montmartre est déclaré d'utilité publique[2].

Dans les faits, le percement sera effectué en trois étapes :
- en 1888, entre la rue Saint-Honoré et la rue Coquillière ;
- en 1880, entre la rue Coquillière et rue d'Argout ;
- en 1906, entre la rue d'Argout et la rue Montmartre.

Ces ouvertures ont fait disparaitre :
- la rue Sartine, entre la rue Coquillière et la rue de Viarmes ;
- le passage du Vigan, entre les rues d'Aboukir et d'Argout ;
- la rue d'Orléans-Saint-Honoré entre les rues Berger et Saint-Honoré ;
- la rue des Poulies entre les rues Saint-Honoré et Perrault ;
- la rue du Petit-Bourbon entre la rue Perrault et le quai du Louvre.

La rue du Louvre ne fut tout à fait achevée qu'en 1934 avec la construction de l'immeuble abritant le quotidien Paris-Soir.
En 1972, la partie sud de la rue du Louvre a pris le nom de « rue de l'Amiral-de-Coligny ».

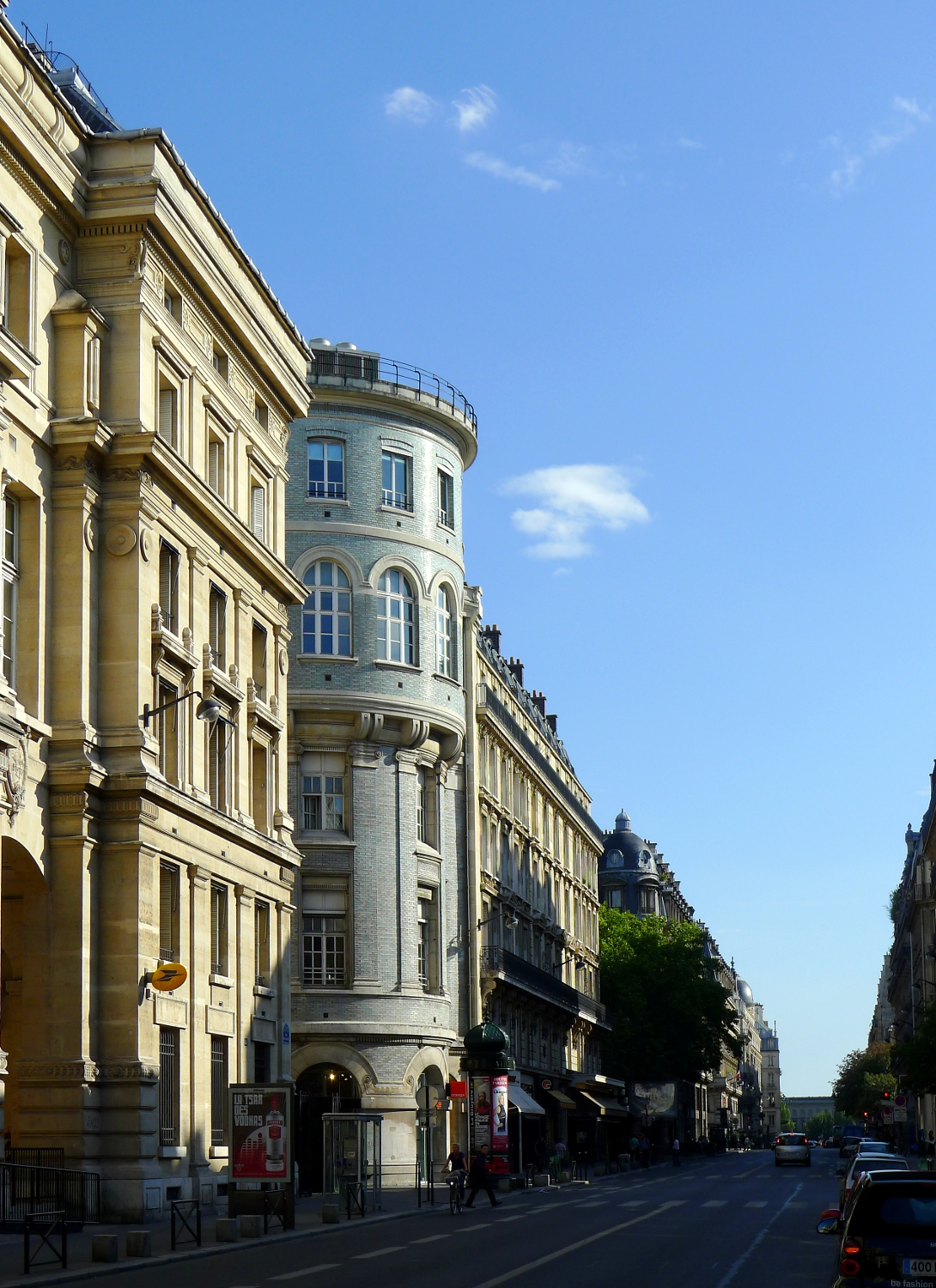
Rue du Louvre au niveau de la poste centrale.
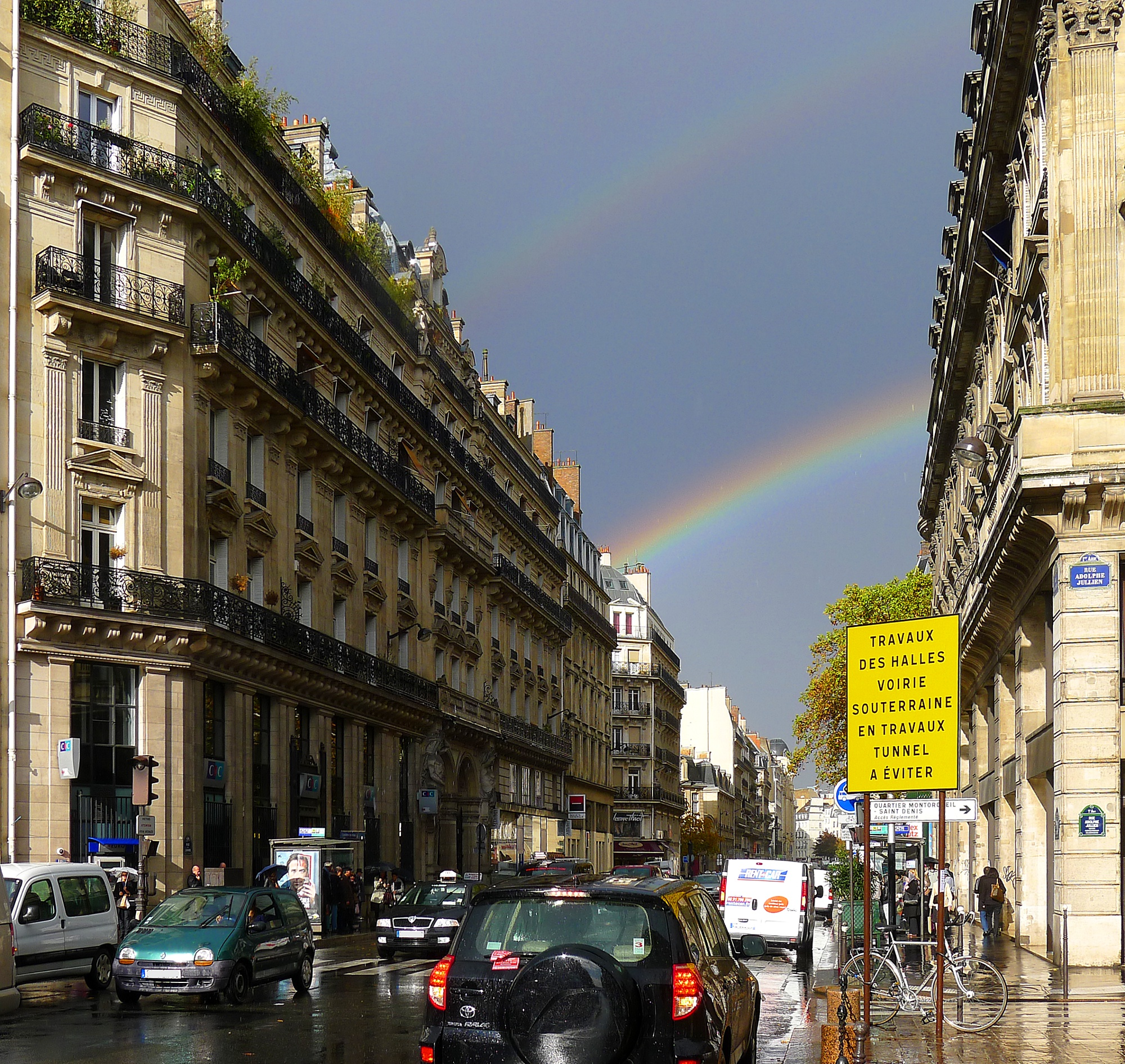
Double arc-en-ciel au-dessus de la rue.

## Bâtiments remarquables et lieux de mémoire

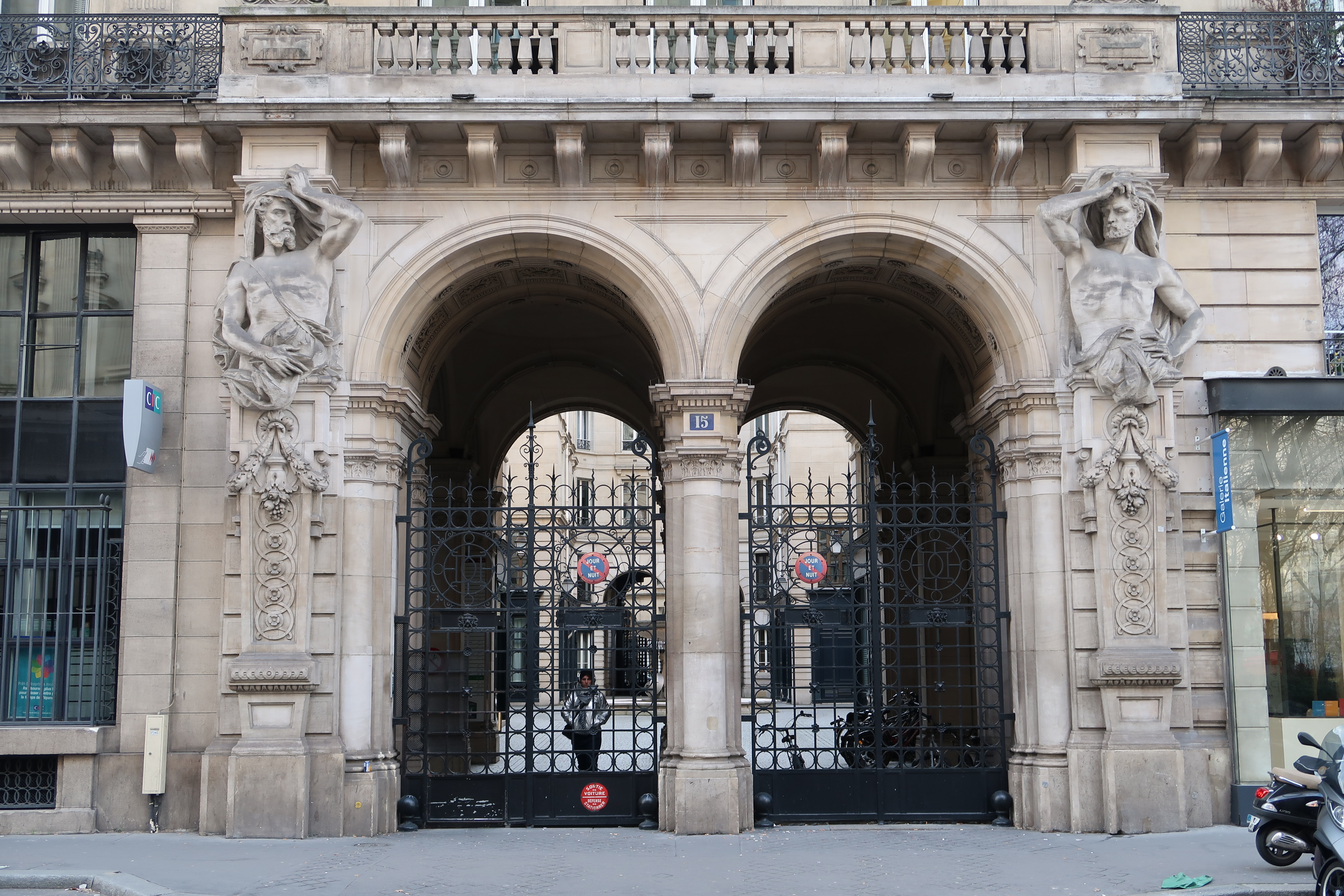
No 15 : façade d'immeuble (1892) avec le passage de la Cour-des-Fermes.
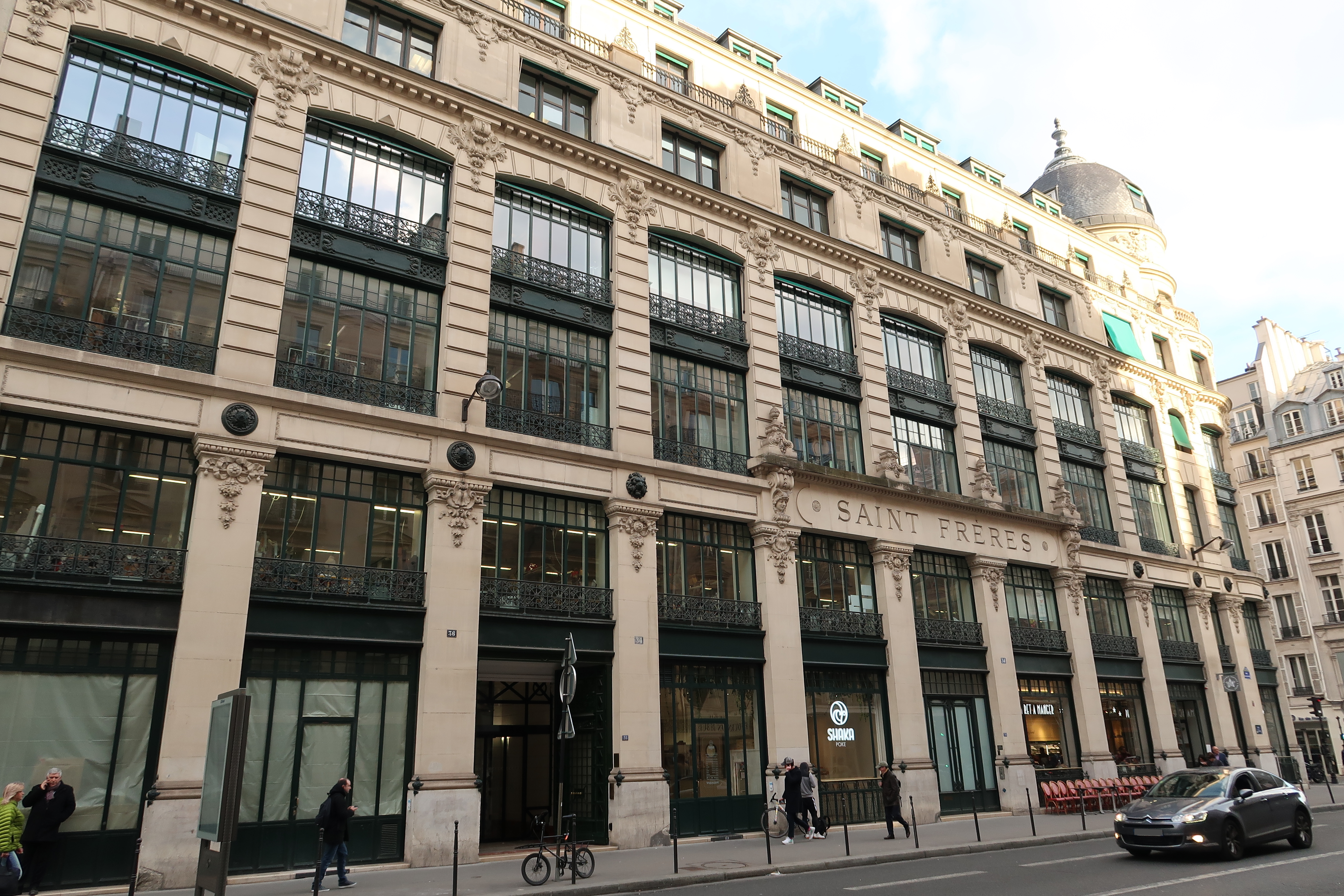
No 34 : ancien siège de Saint Frères.
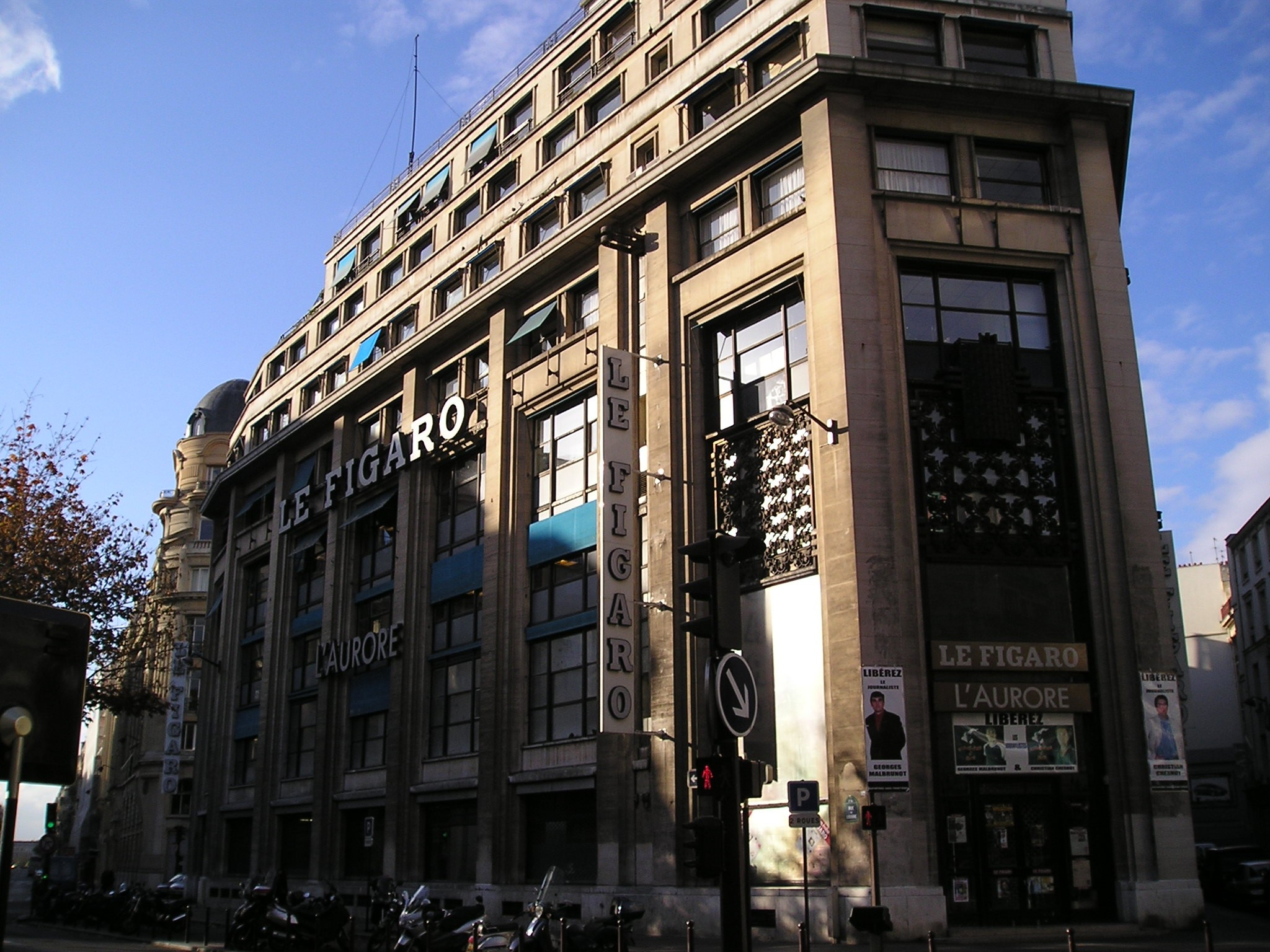
No 37 (photographie de 2004) : ancien siège du Figaro jusqu'en août 2005. Fut auparavant le siège conjoint de L'Humanité et de Ce soir[4].
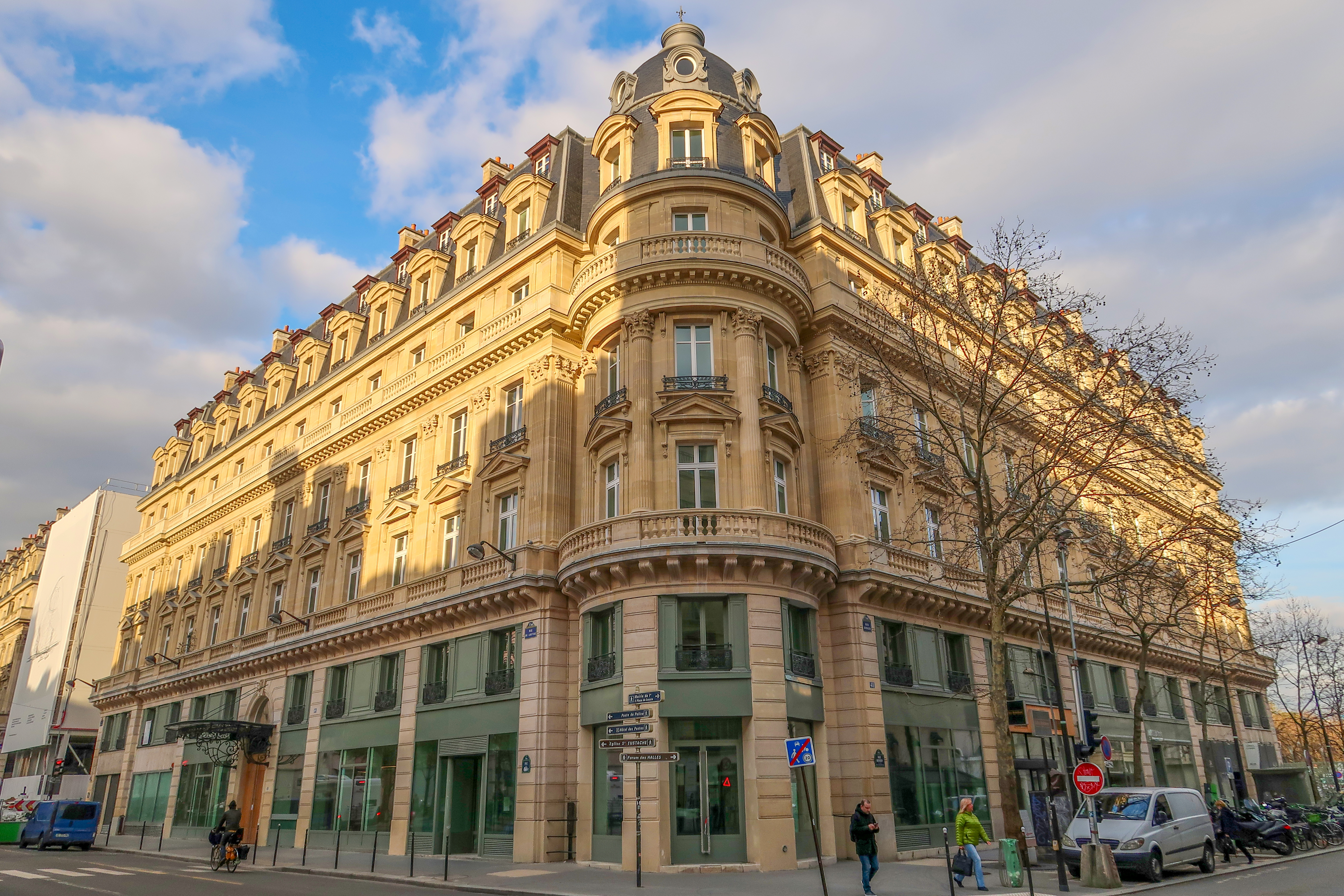
No 40 : ancien Central-Hôtel.
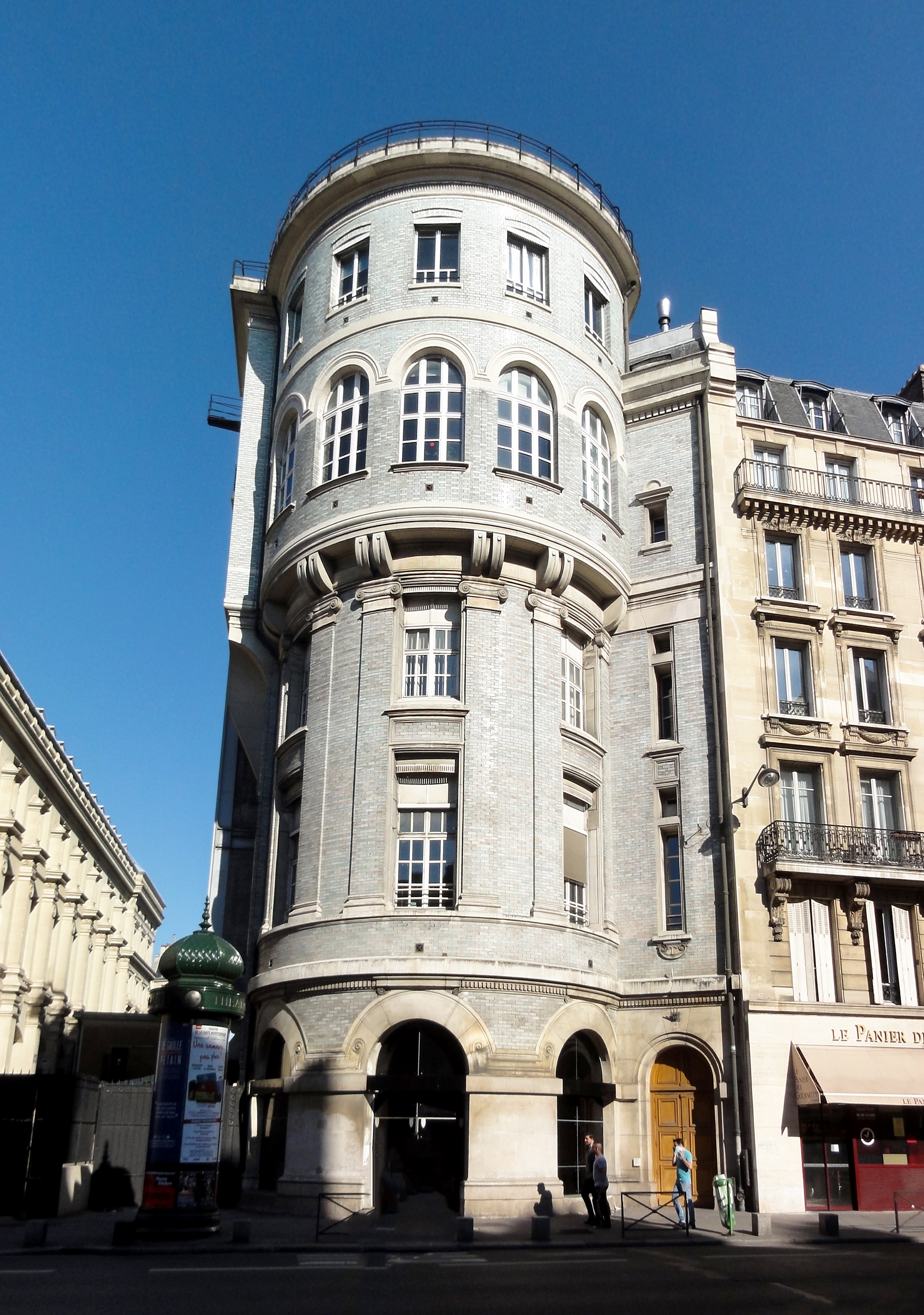
No 46 bis : Central Gutenberg des téléphones.
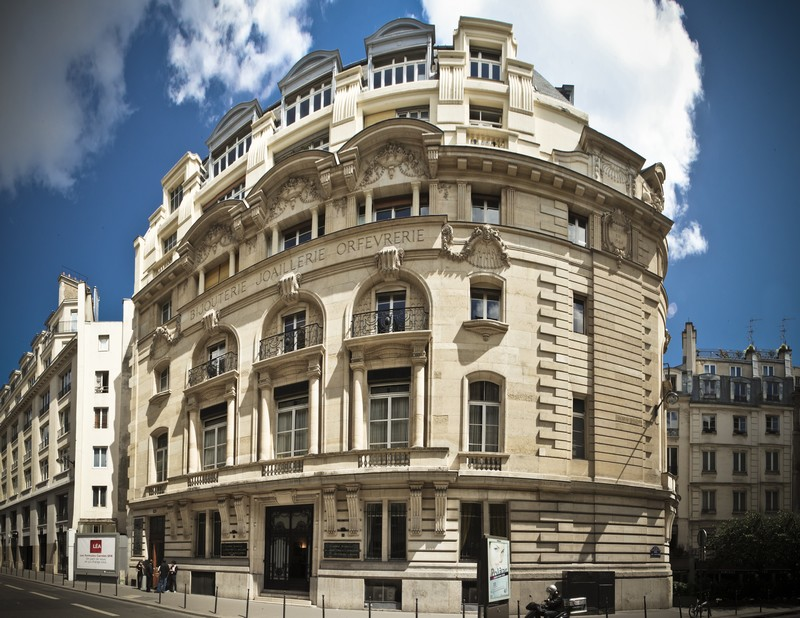
Immeuble « Bijouterie Joaillerie Orfèvrerie ».

- Nos 11 et 13 : vestige d'une tour de l'enceinte de Philippe Auguste.

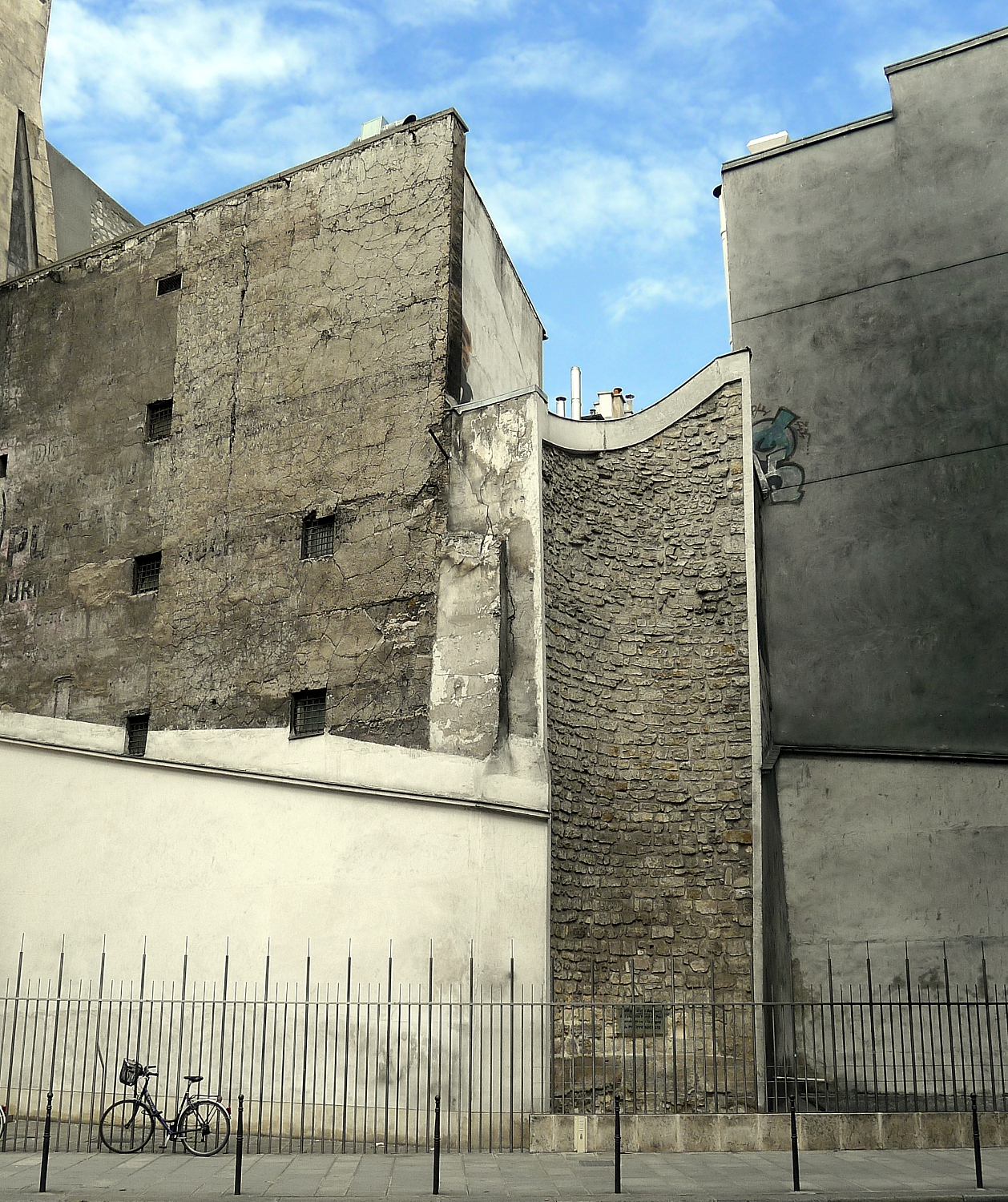
Nos 11 et 13 : vestige de la tour.
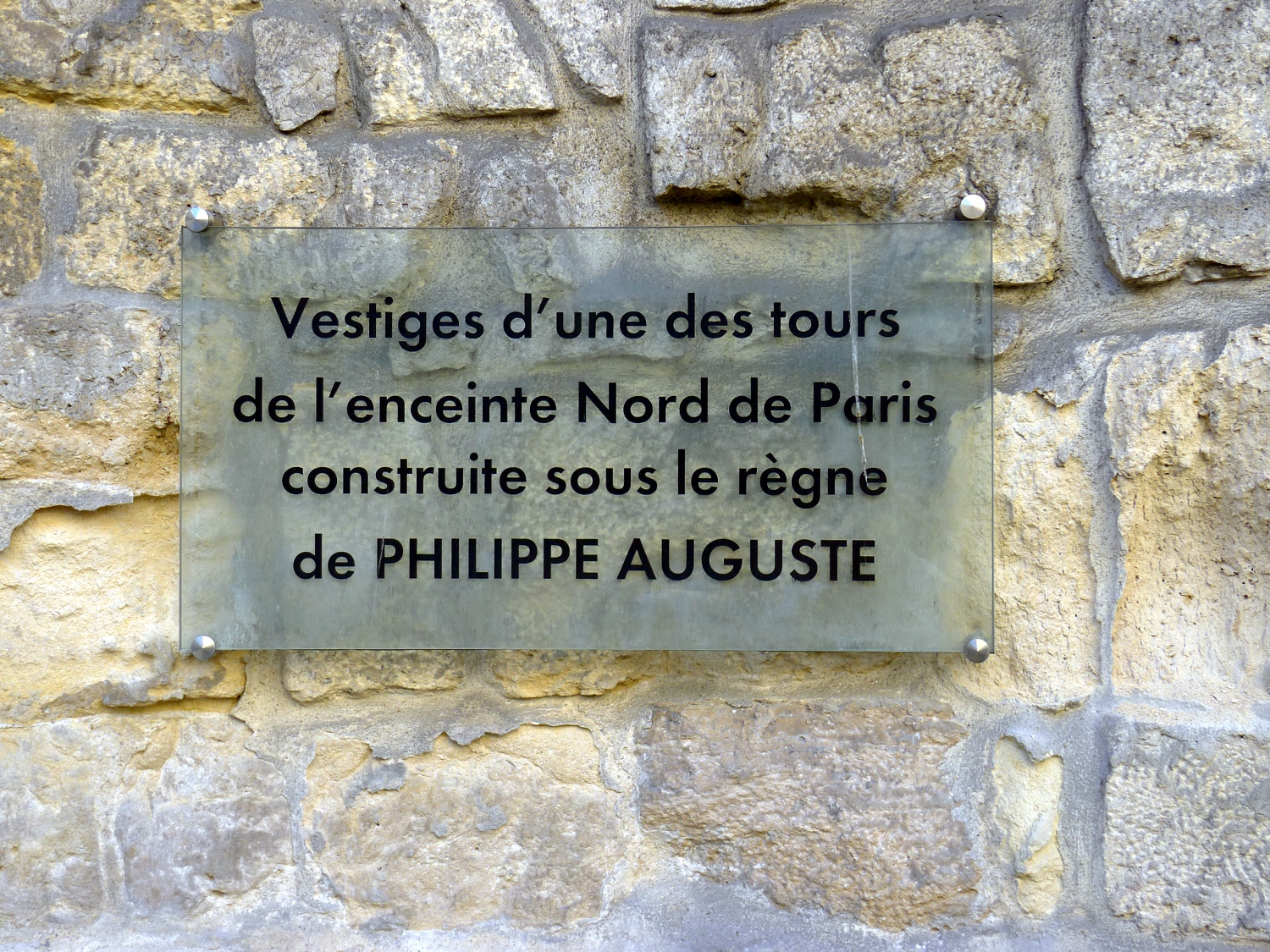
Panneau associé.

- No 18 : Duluc Détective, entreprise de détectives privés fondée en 1913[5].

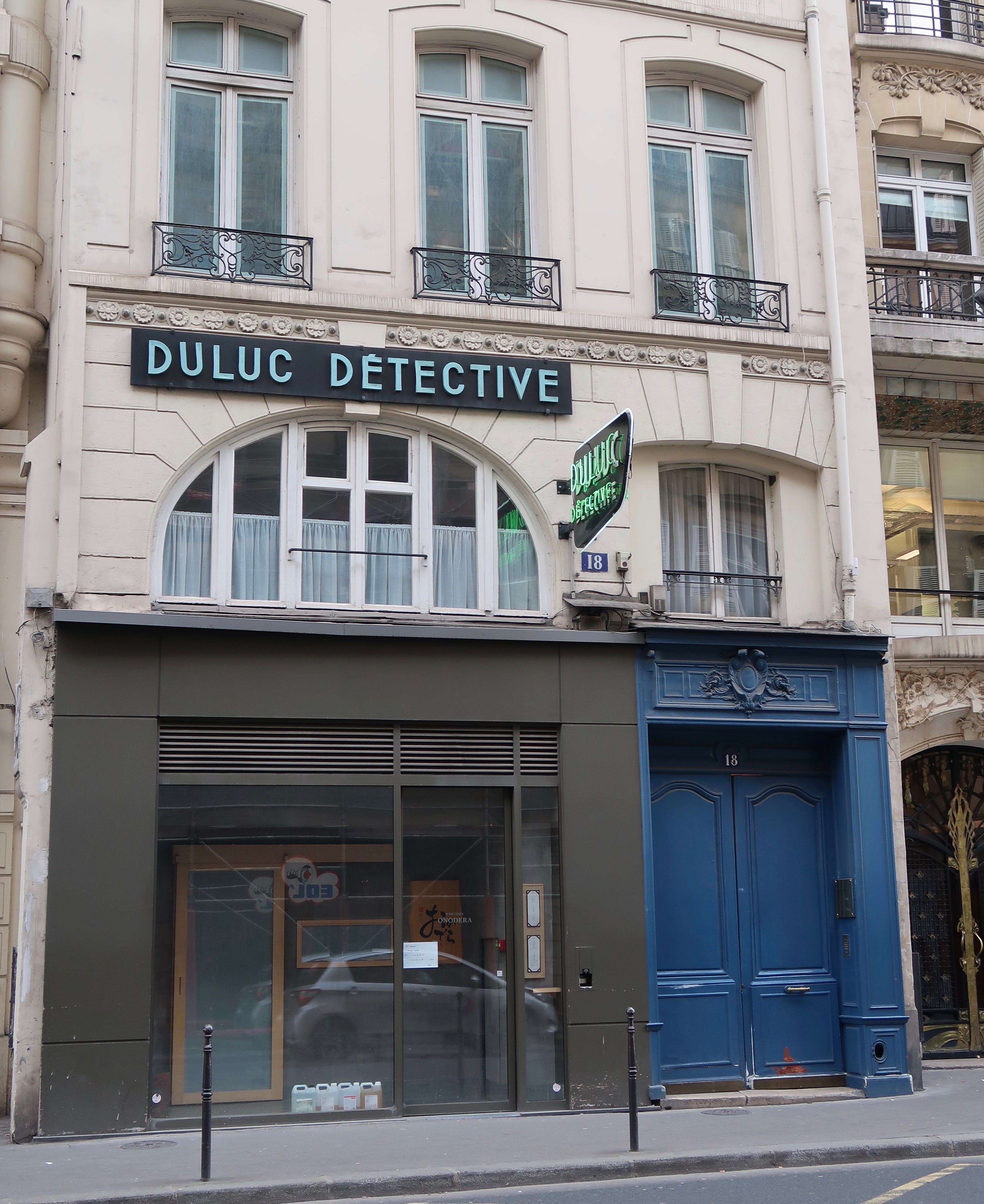
No 18 : agence Duluc Détective.

- No 19 : ancien hôtel d'Olonne, siège de la caisse d'épargne de Paris.

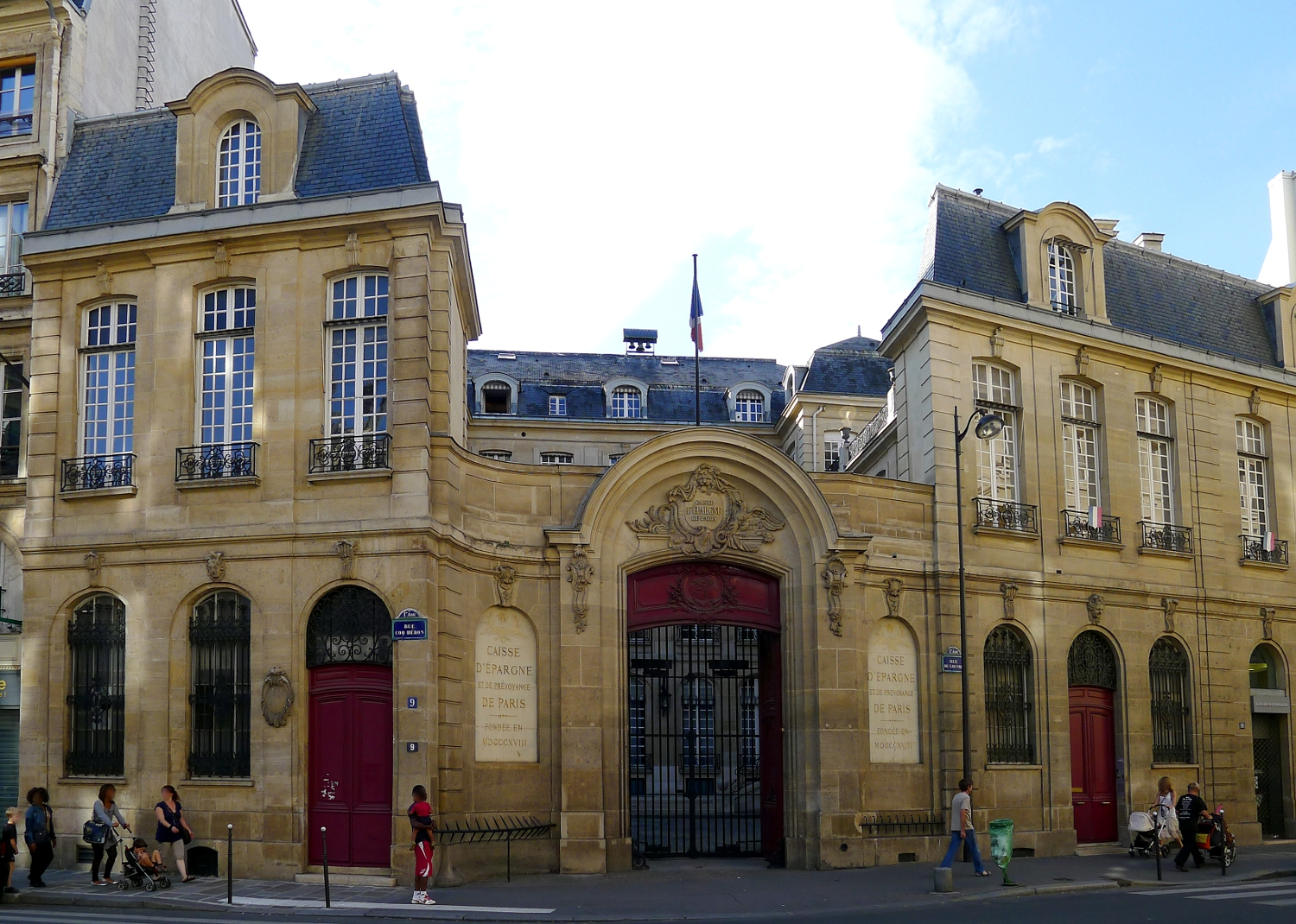
No 19 : ancien hôtel d'Olonne.
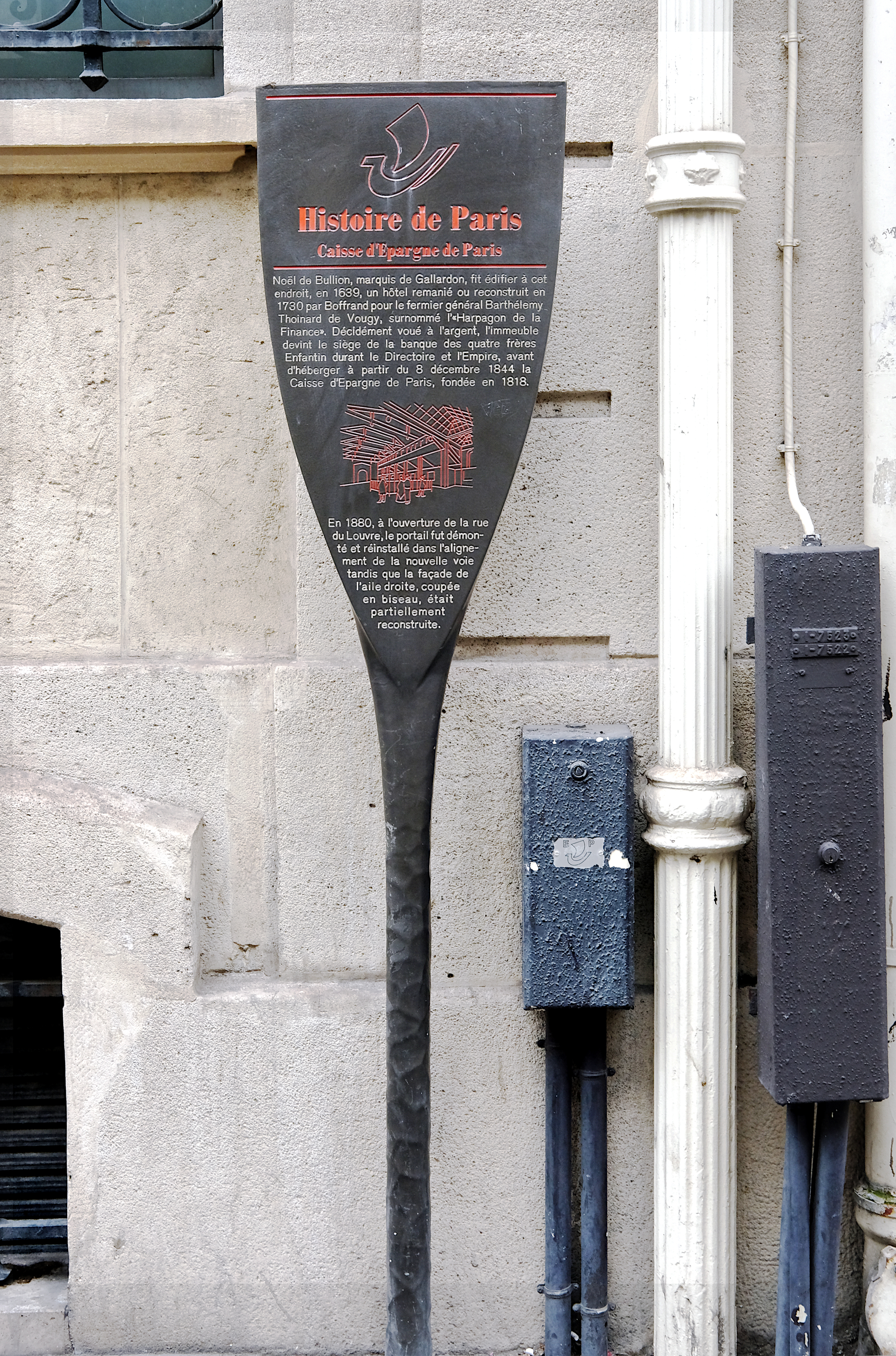
Panneau Histoire de Paris "Caisse d'Épargne de Paris".

- No 33 : ancien siège social des instruments de bords Jaeger Paris.
- No 34 : ancien siège de l'entreprise de textile Saint Frères.
- No 35 : locaux historiques du Centre de formation des journalistes (CFJ), désormais occupés par le Centre de formation et de perfectionnement des journalistes (CFPJ).
- No 37 : anciens locaux du journal Paris-Soir, puis du Figaro, construits en 1937 à la demande de Jean Prouvost par Jacques Cury et Fernand Leroy dans le style paquebot, avec un vaste hall et des terrasses sur le toit[6].
- No 40 : ancien Central-Hôtel[7].
- No 46 bis : Central téléphonique Gutenberg, bâtiment de 1891 doté de deux tours, le tout construit en briques teintées de bleu.
- Nos 48-52 : poste centrale du Louvre.

## Pour approfondir